# پرل بیچ، نیو ساوت ولز
پرل بیچ (به انگلیسی: Pearl Beach) یک حومه شهر در استرالیا است که در نیو ساوت ولز واقع شده‌است.